# Glashütte
Glashütte är en stad i Landkreis Sächsische Schweiz-Osterzgebirge i Sachsen, Tyskland, med cirka 7 000 invånare. Främst är staden känd för sin urtillverkning.

## Geografi

### Geografiskt läge
Glashütte ligger i östra Erzgebirge, i Müglitztal, nära gränsen till Tjeckien.

### Stadsdelar
Glashütte är indelat i följande stadsdelar: Dittersdorf, Börnchen, Neudörfel, Rückenhain, Johnsbach, Bärenhecke, Luchau, Schlottwitz och så själva Glashütte.

## Historia
1445 nämndes orten för första gången i skrift. Efter att man hittat silver i närheten växte orten snabbt och 1506 fick orten stadsrättigheter av den sachsiska hertigen Georg.
1845 etablerar sig sachsaren Ferdinand Adolph Lange som den första urmakaren i staden. Den sachsiska regeringen hade gett honom i uppdrag att utbilda urmakare och han fick 7 820 daler för det arbetet. Efter många motgångar blev urmakeriet, från och med ungefär 1875, stadens industriella ryggrad.
Vid översvämningen 1927 skadades stora delar av staden.
Under DDR-tiden fortsatte urindustrin.

## Ekonomi
Kända urmärken från Glashütte efter 1990 är:
- A. Lange & Söhne, det mest prestigefyllda och dyraste klockmärket, nu sålt till schweiziska Richemont.
- Glashütte Original / Union Glashütte, grundat av Heinz W. Pfeifer och Alfred Wallner, numera sålt till Swatch.
- Nomos, sedan 1991
- Bruno Söhnles uratelje

Innan andra världskriget fanns också den konkurrerande urtillverkaren Tutima i Glashütte.